# ヴィターリー・カネフスキー
ヴィターリー・カネフスキー（英語: Vitali Kanevsky、ロシア語: Виталий Евгеньевич Каневский、1935年9月4日 - ）はソ連・パルチザンスク出身の映画監督。

## 略歴・人物
1935年9月4日、強制収容所のあった極東・沿海地方の炭鉱町スーチャン（現パルチザンスク）で育つ。父親はオーケストラの指揮者であった。
1960年にモスクワの全ロシア映画大学（VGIK）に入学するが、在学中の1966年に無実の罪で投獄されてしまう。釈放されたのは1974年で、1977年には無事卒業してレニングラード（現サンクトペテルブルク）のレンフィルム撮影所に入り、短編映画の制作や助監督として働く。1981年に初めての長編作品『田舎の物語』を撮るが、望まない脚本を押し付けられた形であり、その結果全く評価されなかった。2作目を監督する目処が全く立たず、助監督や映画の端役などで生活していたという。
53歳の時、アレクセイ・ゲルマンに見出されてやっと撮ることが出来た長編2作目の自伝的作品『動くな、死ね、甦れ!』で1990年の第43回カンヌ国際映画祭カメラ・ドールを受賞し、世界的に知られるようになる。また、1992年には『ひとりで生きる』で第45回の同映画祭審査員賞を受賞。『Kto Bolche』は1999年のロカルノ国際映画祭「現代の映画監督」部門で上映される。また、1998年にはビアリッツ国際映画祭で回顧上映が行われた。

## フィルモグラフィー
- 田舎の物語 Derevenskaya istoriya　1981年　ソ連映画
- 動くな、死ね、甦れ! Zamri, umri, voskresni!　1989年　ソ連映画
- ひとりで生きる Samostoyatelnaya zhizn　1992年　イギリス・フランス・ロシア合作
- ぼくら、20世紀の子供たち Nous, les enfants du xxème siècle　1993年　フランス映画
- Kto Bolche　2000年　フランス・ベルギー合作

## 註
1. ↑  Internet Movie Databaseのカネフスキーのページでは「Suchany, Bryansk province, Soviet Union」（ソ連ブリャンスク州スーチャン）とされているが、「ブリャンスク州」はウクライナやベラルーシとの国境にあり同州内に「スーチャン」という町も存在せず、さらに同州は沿海地方ではない。しかし「ブリャンスクで生まれ、極東のスーチャンで育った」との可能性も否定できないので「育つ」という表記を採用した。